# Egilsay
Egilsay est une île du Royaume-Uni située en Écosse, dans l'archipel des Orcades. On y trouve une importante population de râles des genêts.
Egilsay est située à l'est de Rousay.

## Description
L'église Saint Magnus (en ruine) présente une tour ronde de style irlandais très rare en Écosse, et unique dans les Orcades (bien d'autres exemples sont connus pour avoir existé dans le passé). Elle est gérée par l'Historic Scotland comme Monument Historique.
Egilsay est le lieu où Saint Magnus a été tué en 1117 d'un coup de hache.  Pendant des centaines d'années, l'histoire de Saint-Magnus, qui fait partie de la saga Orkneying, fut considéré comme une légende jusqu'à ce qu'un crâne avec une grande fissure soit retrouvé dans les murs de Saint-cathédrale Magnus à Kirkwall.

## Référence
- (en) Cet article est partiellement ou en totalité issu de l’article de Wikipédia en anglais intitulé « Egilsay » (voir la liste des auteurs).